# Международный теннисный турнир в Брисбене 2014
Международный теннисный турнир в Брисбене 2014 — ежегодный профессиональный теннисный турнир в серии ATP 250 для мужчин и премьер серии для женщин. Соревнования в пятый раз проводится на открытых хардовых кортах в Брисбене, Австралия. Турнир прошёл с 29 декабря 2013 по 5 января.
Прошлогодние победители:
- в мужском одиночном разряде —  Энди Маррей
- в женском одиночном разряде —  Серена Уильямс
- в мужском парном разряде —  Марсело Мело и  Томми Робредо
- в женском парном разряде —  Бетани Маттек-Сандс и  Саня Мирза

## Соревнования

### Мужчины одиночки
Ллейтон Хьюитт обыграл  Роджера Федерера со счётом 6-1, 4-6, 6-3.
- Хьюитт выигрывает 1-й титул в сезоне и 29-й за карьеру в основном туре ассоциации.
- Федерер уступает 1-й финал в сезоне и 37-й за карьеру в основном туре ассоциации.

### Женщины одиночки
Серена Уильямс обыграла  Викторию Азаренко со счётом 6-4, 7-5.
- Уильямс выигрывает 1-й титул в сезоне и 58-й за карьеру в туре ассоциации.
- Азаренко уступает 1-й финал в сезоне и 15-й за карьеру в туре ассоциации.

### Мужчины пары
Мариуш Фирстенберг /  Даниэль Нестор обыграли  Хуана Себастьяна Кабаля /  Роберта Фару со счётом 6-7(4), 6-4, [10-7].
- Фирстенберг выигрывает 1-й титул в сезоне и 15-й за карьеру в основном туре ассоциации.
- Нестор выигрывает 1-й титул в сезоне и 82-й за карьеру в основном туре ассоциации.

### Женщины пары
Алла Кудрявцева /  Анастасия Родионова обыграли  Кристину Младенович /  Галину Воскобоеву со счётом 6-3, 6-1.
- Кудрявцева выигрывает 1-й титул в сезоне и 6-й за карьеру в туре ассоциации.
- Родионова выигрывает 1-й титул в сезоне и 7-й за карьеру в туре ассоциации.